# NBC Tower

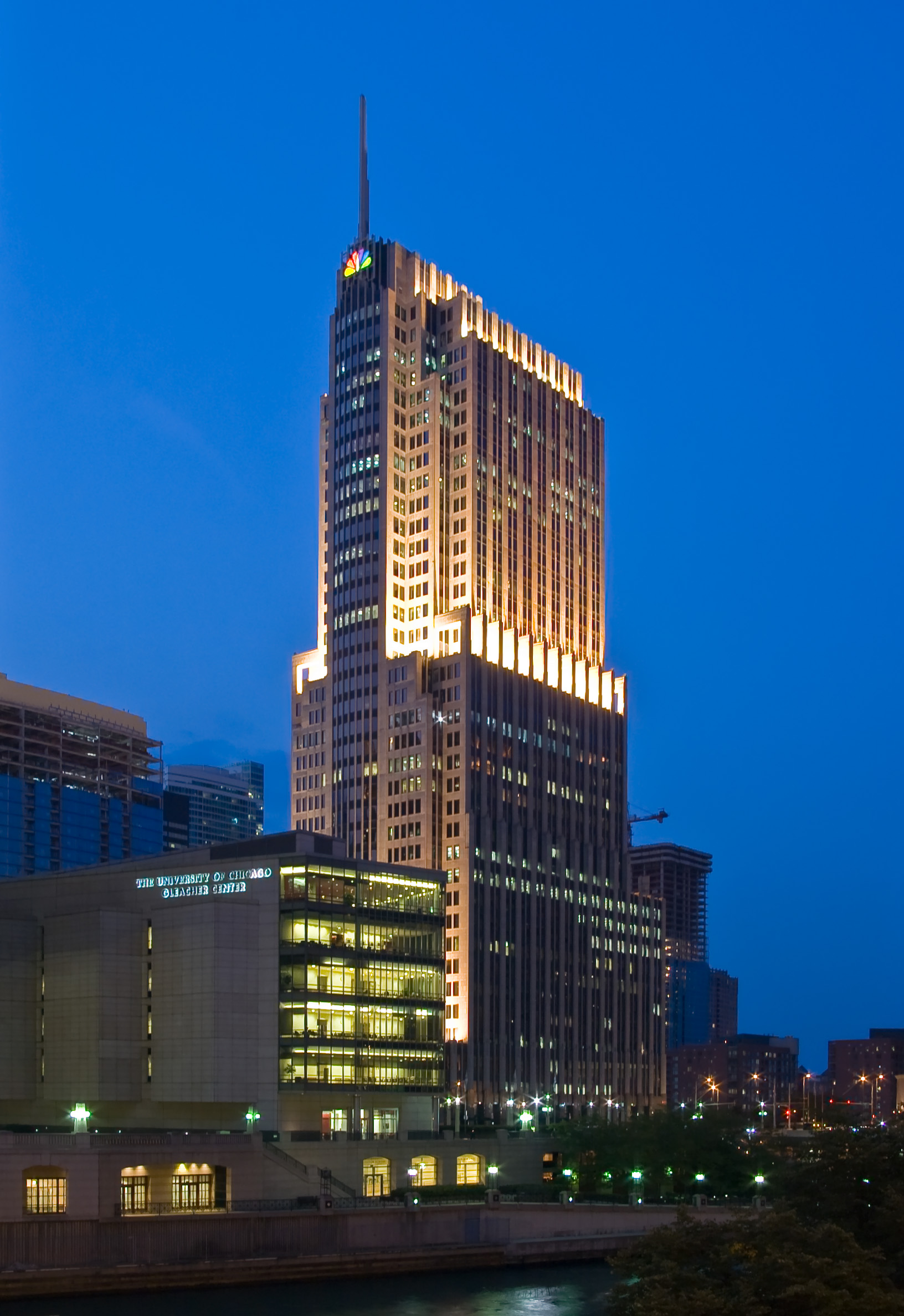
La NBC Tower à Chicago

La NBC Tower est une tour de bureaux situé dans le secteur de Near North Side à Chicago aux États-Unis. Elle abrite les studios de la NBC pour sa station de Chicago, WMAQ-TV. 
Achevé en 1989, le gratte-ciel compte 37 étages et s'élève à 191 mètres de hauteur. Ses plans de style Art déco ont été réalisés par l'architecte Adrian D. Smith du cabinet Skidmore, Owings and Merrill.